# Európai Unió–Japán szabadkereskedelmi megállapodás

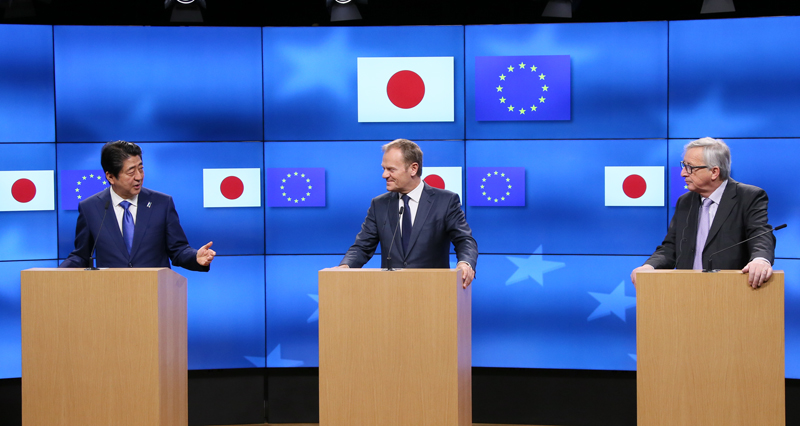
Abe Sinzó, Donald Tusk és Jean-Claude Juncker 2017. márciusban, egy a szabadkereskedelmi megállapodásról szóló sajtókonferencián

Az Európai Unió és Japán közötti szabadkereskedelmi megállapodás (röviden JEFTA, az angol Japan-EU Free Trade Agreement rövidítése) szabadkereskedelmi és befektetővédelmi megállapodás, amelyet az Európai Unió és Japán 2013 és 2017 között készített elő. A nemzetközi szerződés a legátfogóbb az EU által eddig kötött kétoldalú kereskedelmi közül. Mivel a megállapodás a világ bruttó hazai termékének 30%-át, illetve a világkereskedelem 40%-át fedi le, Abe Sinzó japán miniszterelnök úgy nyilatkozott, hogy ez „a világ legnagyobb gazdasági zónájának a születése“.
A megállapodást 2018. július 17-én írták alá.

## Tartalma

### Vámcsökkentés
A megállapodás aláírása előtt az európai exportőrök mintegy egy milliárd eurónyi vámot fizettek évente a Japánba irányuló termékbevitelért. A mezőgazdasági termékeket átlagosan 21%-os vám terhelte. A Japánból az Európai Unióba irányuló export esetében a vám mértéke átlagosan 4% volt, ebből az agrártermékekre mintegy 12,9% és az ipari termékekre mintegy 2,5%.
A JEFTA értelmében a marhahúsra, sertéshúsra és borra kivetett japán vámok csökkennek, és a mezőgazdasági termékekre kivetett vámok 85%-a megszűnik. Japán több mint kétszáz védett eredetjelölést fog elismerni. A textilipari termékek vámja is csökken. A cipők vámja 30%-ról 21%-ra csökken, és tíz év alatt megszűnik. A japán gépkocsik 10%-os vámját hét év alatt kell csökkenteni.

### Befektetővédelem
Az Európai Unió a JEFTA esetében is be akarta vezetni az ilyen esetekben szokásos vitarendezési eljárást az állam és a befektetők között, de ettől Japán mindeddig elzárkózott.

### Éghajlatvédelem
Ez az első olyan kereskedelmi megállapodás, amelyben az aláírók egyértelműen elismerik a párizsi éghajlatvédelmi egyezményt.

## Várható hatása
Az EU-Bizottság a következőket reméli a megállapodástól:
- Az Európai Unióból a Japánba irányuló export több mint egy harmadával, az EU gazdasági teljesítménye 0,76%-kal bővülhet.
- Növekedhet az exportáló cégek munkahelyeinek száma.
- A megállapodásból legtöbbet profitáló ágazatok a gyógyszeripar, orvosi segédeszközök ipara, élelmiszeripar, tehergépjármű- és szállítóeszköz gyártás lehet.
- A japán termékek olcsóbbá válnak az Európai Unió fogyasztói számára.
- A termékekre vonatkozó európai szabványok (különös tekintettel az élelmiszeripari és mezőgazdasági termékekre) nem változnak.

## Fordítás
- Ez a szócikk részben vagy egészben  a   Freihandelsabkommen EU-Japan című német Wikipédia-szócikk ezen változatának fordításán alapul.  Az eredeti cikk szerkesztőit annak laptörténete sorolja fel. Ez a jelzés csupán a megfogalmazás eredetét és a szerzői jogokat jelzi, nem szolgál a cikkben szereplő információk forrásmegjelöléseként.